# 青海駅 (新潟県)

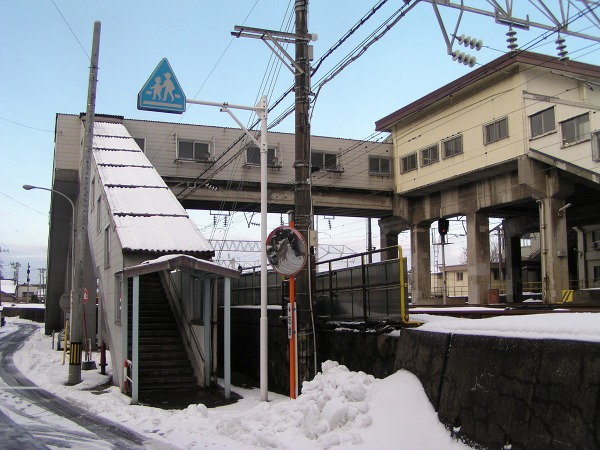
南口（2005年12月）

青海駅（おうみえき）は、新潟県糸魚川市大字青海にある、えちごトキめき鉄道・日本貨物鉄道（JR貨物）の駅である。
2005年（平成17年）3月に合併して廃止された旧青海町の中心部にある。

## 歴史
- 1912年（大正元年）10月15日：鉄道院（国鉄）北陸本線の泊駅  - 青海駅間延伸により、その終着として開業（一般駅）[2]。
- 1913年（大正2年）4月1日：北陸本線が糸魚川駅まで延伸し、途中駅となる（北陸本線全通）[2]。
- 1922年（大正11年）2月3日：親不知駅との間にある勝山トンネルの西口で雪崩の直撃を受けた列車が脱線し、除雪作業員などの乗員乗客90名が死亡（北陸線列車雪崩直撃事故）。
- 1965年（昭和40年）9月30日：青海駅を含む泊駅 - 糸魚川駅間が交流電化[3]。
- 1966年（昭和41年）10月1日：新潟駅始発→青海駅終着の準急列車「ひめかわ」運転開始。ただし、直江津駅から青海駅までは普通列車。
- 1968年（昭和43年）9月9日：2代目の現駅舎に改築（橋上駅舎化）[1][4]。
- 1969年（昭和44年）10月1日：「ひめかわ」、急行列車として青海駅 - 新潟駅間で運行を開始。柏崎駅 - 新潟駅間は越後線経由で運転。
- 1982年（昭和57年）11月15日：急行「ひめかわ」廃止。
- 1984年（昭和59年）2月1日：専用線発着を除く車扱貨物の取扱いを廃止[5]。
- 1985年（昭和60年）3月14日：旅客手荷物・小荷物の取扱いを廃止[5]。
- 1987年（昭和62年）4月1日：国鉄分割民営化により、西日本旅客鉄道（JR西日本）・日本貨物鉄道（JR貨物）の駅となる[5][6]。
- 1988年（昭和63年）3月13日：コンテナホーム設置。
- 2008年（平成20年）3月15日：定期貨物列車の設定廃止[1]。青海オフレールステーションを開設し、コンテナ輸送をトラック代行化。
- 2015年（平成27年）3月14日：北陸新幹線の長野駅 - 金沢駅開業により、JR西日本の駅はえちごトキめき鉄道へ移管[1]。
- 2019年（平成31年）3月30日：この日より駅員無配置駅となる[7]。

## 駅構造
島式ホーム2面4線と橋上駅舎を有する地上駅で、駅舎はホームの親不知方の上空から北口にかけて設けられており、駅舎から南口と二つの島式ホームにそれぞれ連絡通路が設けられている。
駅構内には近距離切符専用のタッチパネル式自動券売機や待合室などが設置されている。
北陸新幹線金沢延伸まではJR西日本金沢支社の糸魚川地域鉄道部が管理する有人駅であった。えちごトキめき鉄道への移管後は糸魚川市が受託する簡易委託駅であったが、人口減少に伴う利用客数の減少などを理由に2019年3月30日に無人化された。これに伴い切符販売窓口と有人改札口は閉鎖されている。
貨物駅としての機能もあるが、2008年（平成20年）3月以降は定期貨物列車の発着はない。

### のりば
| のりば | 路線                | 方向 | 行先               |
| ------ | ------------------- | ---- | ------------------ |
| 1      | ■日本海ひすいライン | 下り | 糸魚川・直江津方面 |
| 2      | ■日本海ひすいライン | 上り | 泊・富山・金沢方面 |

## 貨物取扱
JR貨物青海駅は、コンテナ貨物と臨時車扱貨物の取扱駅である。2008年（平成20年）3月のダイヤ改正までは、コンテナ貨物や車扱貨物を輸送するための貨物列車が発着していた。
1963年度（昭和38年度）には1日平均5000トン、使用貨車数250両を数えた。

### 青海オフレールステーション
青海オフレールステーション（略称、青海ORS）は、駅構内南方にありJR貨物青海駅に属するコンテナ集配基地である。12フィートのコンテナ貨物を取扱い、貨物列車代替のトラック便が富山貨物駅との間に1日4往復運行されている。2015年3月改正以前は黒井駅行きのトラック便も設定されていたが、同改正以降は富山貨物駅発着に集約されている。
コンテナ輸送列車が設定されていた当時は、現在コンテナ基地となっている場所がコンテナホームとして使用されていた。コンテナ荷役線は1線あった。

### 専用鉄道

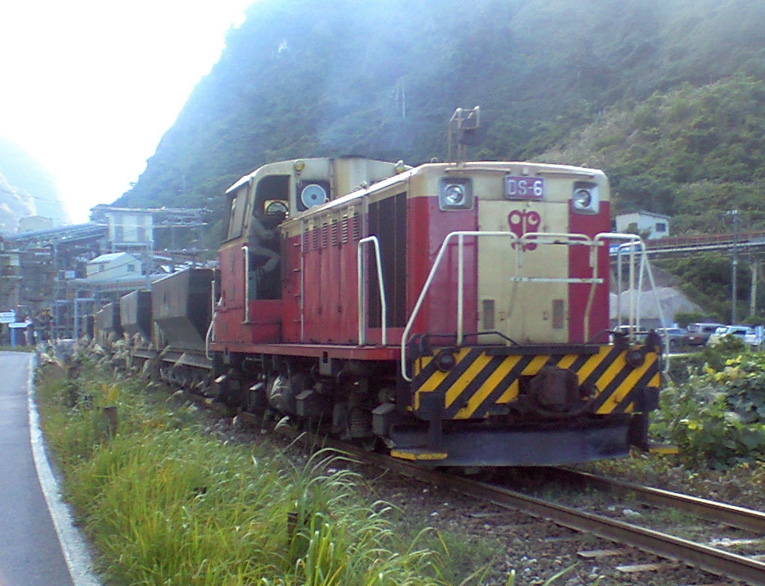
鉱山から工場へ石灰石を運搬する原石線

当駅から南西方向へ青海川に沿って南下すると、デンカ(旧・電気化学工業)の専用鉄道がある。かつては青海駅から分岐していたが、現在は切り離されている(後述)。
工場敷地内に敷設された全長8.6kmの当路線は製品の発送や原料の輸送に使用されており、青海工場 - 原石鉱山間の路線（通称・原石線）、青海工場構内の路線（通称・工場線）から成り、同社の石灰石鉱山で採掘・粉砕された石灰石を工場へ運搬する際に使用される。
他に青海駅 - 青海工場間の路線(通称・セメント線)で、工場で生産された苛性ソーダや液体塩素、セメントの運搬に使用されていたが、2008年（平成20年）3月13日を最後に定期貨物列車は運行されなくなり、しばらくは稀に臨時列車が運行されたり青海駅構内のJR分界点まで錆取り列車として機関車が回送されたこともあった。しかしそれも2009年3月で完全に廃止され、2009年4月から2010年3月にかけて線路は全て撤去された。
かつては、糸魚川方の貨車操車場から糸魚川方向へ北陸本線に沿って並走し電気化学工業青海工場田海製造所へ至る路線（通称・田海線）があり、主に化学品の発送が行われていた。更に以前は、操車場から南東方向へ分岐し田海川沿いに南下して明星セメント糸魚川工場田海鉱業所へ至る専用線も存在した。

### 1985年時の常備貨車[14]
- セメントターミナル所有
  - タキ1900形（セメント専用）26両
- 電気化学工業所有
  - タム3900形（カセイソーダ液専用）8両
  - タキ2600形（カセイソーダ液専用）67両
  - タキ2800形（カセイソーダ液専用）9両
  - タキ4200形（カセイソーダ液専用）4両
  - タキ7750形（カセイソーダ液専用）32両
  - タキ3700形（酢酸専用）18両
  - タキ9250形（アセトアルデヒド専用）4両
  - ホキ6000形（カーバイト専用）4両
  - タキ1900形（セメント専用）75両
  - タキ7300形 (初代)（セメント専用）112両
  - タキ11500形（セメント専用）5両
  - タキ12200形（セメント専用）46両
  - タキ19000形（セメント専用）54両
  - ホキ6300形（セメント専用）26両
  - ホキ10000形（石炭専用）22両

## 利用状況
近年の1日平均乗車人員は以下の通りである。
| 年度   | 1日平均 乗車人員 |
| ------ | ---------------- |
| 2004年 | 232              |
| 2005年 | 220              |
| 2006年 | 229              |
| 2007年 | 221              |
| 2008年 | 209              |
| 2009年 | 182              |
| 2010年 | 175              |
| 2011年 | 163              |
| 2012年 | 168              |
| 2013年 | 175              |
| 2014年 | 141              |
| 2015年 | 152              |
| 2016年 | 148              |
| 2017年 | 150              |
| 2018年 | 137              |
| 2019年 | 131              |
| 2020年 | 118              |
| 2021年 | 108              |
| 2022年 | 103              |
| 2023年 | 112              |

## 駅周辺
北口を出て北の方向を見ると海が見える。この駅は海に大変近く、駅から海岸線までの距離は300メートルに満たないほどである。北口駅前から海岸までの通りが青海の中心部で、銀行の支店などがある。糸魚川市役所青海事務所（旧青海町役場）へはこの駅から500メートルほどの道のりである。
当駅の親不知方で北陸本線の線路は青海川を渡る。この川の上流ではヒスイの産出があり、青海川硬玉産地として国の天然記念物に指定されているが、北陸本線が渡るところはこの川の河口に近い場所である。
- デンカ青海工場
- 青海総合文化会館（きらら青海）
  - 青海図書館

※青海自然史博物館を併設していたが、同館は2014年（平成27年）3月31日をもって閉館した。
- 糸魚川市役所青海事務所
- 糸魚川市立青海小学校
- 青海郵便局
- 国道8号

## バス路線
全て糸魚川バスによる運行。

### 青海駅前停留所(青海駅北口ロータリー上)
- 02 おうみ巡回線(毎日運行)(予約不要)
  - 青海大沢方面
  - 青海中学校入口・糸魚川駅日本海口・糸魚川総合病院方面

- きらら玉ノ木線(12月29日 - 1月3日、祝日を除く毎週金曜日のみ運行)(予約不要)
  - 今村新田入口方面
  - 親不知駅・市振駅・玉の木方面

### 青海駅入口停留所(国道8号線上)
- 01 青海糸魚川・能生糸魚川線(毎日運行)(予約不要)
  - 青海大沢方面
  - 糸魚川駅日本海口・糸魚川総合病院・能生駅前方面

## 隣の駅
えちごトキめき鉄道
■日本海ひすいライン
親不知駅 - 青海駅 - 糸魚川駅

## 駅名について
- 2024年には特殊詐欺の受け子が犯行のためにタクシーを手配しようとした際にこの駅の駅名を正しくタクシー会社に伝えられなかったことが手掛かりとなって逮捕につながった事例がある[27]。